# IEEE 802.11ay
IEEE 802.11ay는 와이파이의 현행 기술 표준을 개선하는 제안이다. IEEE 802.11ad의 보충(대역폭을 4배로 증가, MIMO을 최대 4개 스트림까지 추가)이다. 2번째 와이기그 표준이 될 예정이다.

## 기술 상세 설명
802.11ay는 무선랜(WLAN) IEEE 802.11 집합의 LAN의 일종이다. 주파수는 60 GHz,, 전송 속도는 20–40 Gbit/s, 전송 거리는 300~500미터에 달한다. 채널 본딩과 MU-MIMO 기술을 위한 매커니즘을 갖출 가능성이 있다. 원래는 2017년에 공개될 예정이었으나 2019년으로 연기되었다. 802.11ay는 IEEE 802.11 집합의 새로운 형태의 WLAN은 아니며 IEEE 802.11ad를 단순히 개선하는 것이다.
802.11ad가 최대 2.16 GHz 대역폭을 사용하는 반면, 802.11ay는 해당 채널 4개를 본딩하여 8.64 GHz라는 최대 대역폭을 낸다. MIMO가 추가되어 최대 4개 스트림까지 추가된다. 스트림 당 링크 속도는 44Gbit/s이며 4개 스트림으로 사용 시 최대 176Gbit/s까지 지원된다. 최대 256-QAM으로 예상되는 더 높은 차수 변조(order modulation)가 추가된다.
| 채널 | 센터 (GHz) | 최소 (GHz) | 최대 (GHz) | BW (GHz) |
| ---- | ---------- | ---------- | ---------- | -------- |
| 1    | 58.32      | 57.24      | 59.40      | 2.16     |
| 2    | 60.48      | 59.40      | 61.56      | 2.16     |
| 3    | 62.64      | 61.56      | 63.72      | 2.16     |
| 4    | 64.80      | 63.72      | 65.88      | 2.16     |
| 5    | 66.96      | 65.88      | 68.04      | 2.16     |
| 6    | 69.12      | 68.04      | 70.20      | 2.16     |
| 9    | 59.40      | 57.24      | 61.56      | 4.32     |
| 10   | 61.56      | 59.40      | 63.72      | 4.32     |
| 11   | 63.72      | 61.56      | 65.88      | 4.32     |
| 12   | 65.88      | 63.72      | 68.04      | 4.32     |
| 13   | 68.04      | 65.88      | 70.20      | 4.32     |
| 17   | 60.48      | 57.24      | 63.72      | 6.48     |
| 18   | 62.64      | 59.40      | 65.88      | 6.48     |
| 19   | 64.80      | 61.56      | 68.04      | 6.48     |
| 20   | 66.96      | 63.72      | 70.02      | 6.48     |
| 25   | 61.56      | 57.24      | 65.88      | 8.64     |
| 26   | 63.72      | 59.40      | 68.04      | 8.64     |
| 27   | 65.88      | 61.56      | 70.20      | 8.64     |

## 초안
802.11ay의 초안 0.1은 2017년 1월 공개되었으며 이후 초안 0.2는 2017년 3월 공개되었다. 초안 1.0은 2017년 11월 공개되었으며 초안 1.2는 2018년 4월 공개되었다.

## 같이 보기
- 전기 전자 기술자 협회